# Metagyndes
Genre
Metagyndes est un genre d'opilions laniatores de la famille des Gonyleptidae.

## Distribution
Les espèces de ce genre se rencontrent au Chili et en Argentine.

## Liste des espèces
Selon World Catalogue of Opiliones (06/09/2021) :
- Metagyndes chilensis Roewer, 1943
- Metagyndes innatus Roewer, 1929
- Metagyndes intermedius Roewer, 1913
- Metagyndes laeviscutatus Roewer, 1943
- Metagyndes longispina Mello-Leitão, 1936
- Metagyndes martensii (Sørensen, 1902)
- Metagyndes pulchellus (Loman, 1899)
- Metagyndes trifidus Mello-Leitão, 1943

## Publication originale
- Roewer, 1913 : « Die Familie der Gonyleptiden der Opiliones-Laniatores. » Archiv für Naturgeschichte, sér. A, vol. 79, no 4, p. 1–256 (texte intégral).